# Fu’ad Ali
Fu’ad Muhammad Ali, Fouad Mohamed Ali (ar. فؤاد محمد علي; ur. 6 marca 1936 w Kairze) – egipski zapaśnik walczący w stylu klasycznym. Olimpijczyk z Tokio 1964, gdzie zajął siedemnaste miejsce w kategorii 52 kg.
Mistrz igrzysk śródziemnomorskich w 1963.
- Turniej w Tokio 1964

Przegrał z Niemcem Rolfem Lacourem i Włochem Ignazio Fabrą i odpadł z turnieju.